# Mal Evans
Mal Evans, född 27 maj 1935, död 5 januari 1976, chaufför åt popgruppen Beatles på 1960-talet. Blev skjuten av amerikansk polis i Los Angeles 1976.

## Biografi
Evans jobbade i Liverpool som telefonreparatör men blev senare dörrvakt på Cavern Club, inte minst tack vare sin storlek. George Harrison, som han blivit vän med, hade rekommenderat honom till jobbet. Evans anställdes 1963 av Epstein som Road Manager och livvakt för att avlasta Neil Aspinall. Han blev likt denne även något av en allt i allo åt gruppen. Evans var på intim fot med gruppen och deltog även i deras drogeskapader som när de rökte marijuana för första gången, tillsammans med Bob Dylan.
Evans eskorterade Paul McCartney på dennes tripp till Afrika hösten 1966 och ska även ha hjälpt honom att komma på namnet ”Sgt Pepper” på vägen hem. Han och Aspinall samlade in alla de foton som behövdes till albumets omslag. Evans blev sedan föreståndare för McCartneys hem i St Johns Wood där han även fick rasta dennes fårhund Martha. Evans köpte senare ett hus i London som låg på lagom avstånd från alla fyra medlemmars hem. Han var med gruppen i Indien februari – april 1968 och var den enda från Apple som var med då Paul gifte sig med Linda Eastman i mars 1969.
Evans hjälpte ofta till i studion och letade fram föremål som skulle användas för ljudeffekter (till exempel till Yellow Submarine) och körade ibland. Dagboksanteckningar som släppts efter hans död antyder att han assisterade McCartney med att komponera låtar på ”Sgt Pepper.” Evans filmade ofta gruppen och har även fått med en snutt där han talar med polismän som klagade då gruppen gav sin takkonsert 30 januari 1969.
Allen Klein försökte senare sparka Evans men Beatles vägrade gå med på detta. Evans följde även med John Lennon då denne spelade i Toronto med sitt Plastic Ono Band. Efter gruppens splittring fortsatte Evans umgås med dem men flyttade 1973 till Los Angeles efter att ha separerat från sin fru. John Lennon vistades vid denna tid också i Kalifornien.
Evans tycks ha skaffat sig vidlyftiga drogvanor och en incident i samband med detta ledde troligen till hans död. Evans höll på att lägga sista handen vid sina memoarer då hans nya flickvän, Fran Hughes, ringde förläggaren på kvällen 5 januari 1976 därför att Evans uppförde sig märkligt. Då denne förläggare, John Hoernie, anlände och försökte tala med Evans hotade denne honom med ett luftgevär (som Hoernie trodde var ett riktigt gevär) varvid han ringde polisen. De två polismän som anlände bad Evans släppa vapnet men då han hotade dem med det öppnade de eld och dödade honom med sex skott.
Ironiskt nog hade Evans en tid innan blivit utnämnd till ”hederssheriff” i Los Angeles. Han kremerades 7 januari men ingen från The Beatles var närvarande vid minneshögtiden. Däremot deltog Harry Nilsson och en del andra vänner från Beatlestiden. Evans aska kom bisarrt nog bort på vägen till England och en hel del arkivmaterial försvann under förvirringen i samband med hans död. Stora delar av detta har återfunnits och ligger till grund för Kenneth Womacks biografi över Evans 2023 - Living The Beatles Legend.